# Barraca de la plana de Cal Borrell 4
La Barraca de la plana de Cal Borrell 4 és una barraca de vinya de Calafell (Baix Penedès) protegida com a Bé Cultural d'Interès Local.

## Descripció
Es tracta d'una edificació d'ús agrícola de planta quadrangular, amb un sol espai interior, bastida aprofitant el desnivell del terreny. La porta d'entrada és c situada a la cara oest. Actualment es troba en estat de ruïna.
Els murs i la volta són fets de peces irregulars de pedra unides en sec amb l'ajut de falques, també de pedra, de dimensions més petites. Els murs tenen un rebliment de pedruscall.